# Mesut Özil
Mesut Özil (Gelsenkirchen, 15 oktober 1988) is een Duits voormalig voetballer met Turkse roots, die doorgaans als aanvallende middenvelder speelde. Hij kwam onder andere uit voor Schalke 04, Werder Bremen, Real Madrid en Arsenal. Van 2009 tot 2018 speelde Özil 92 interlands voor het Duits voetbalelftal.

## Clubcarrière

### Schalke 04
Op zeventienjarige leeftijd debuteerde Özil als profvoetballer bij Schalke 04. Het jaar daarvoor had hij in de jeugd bij Schalke al het landskampioenschap gevierd. Al snel speelde hij zich in de basis bij Die Königsblauen. Schalke wilde zijn contract dat liep tot 2009, verlengen tot 2011. De middenvelder weigerde echter akkoord te gaan met deze contractverlenging, die hem een jaarsalaris van anderhalf miljoen euro zou opleveren. Zodoende besloot Schalke 04 haar groeibriljant in de winterstop van het seizoen 2007/08 te verkopen aan Werder Bremen. Hier tekende hij hetzelfde contract dat hij bij Schalke zou hebben kunnen krijgen.

### Werder Bremen
Bij Werder Bremen kende hij aanvankelijk enkele problemen. De controversiële overstap had een hoop druk op zijn schouders gelegd, bovendien bleef zijn familie achter in Gelsenkirchen en kreeg hij zodoende last van heimwee. Ook de transfersom van 4,3 miljoen euro en het feit dat eigenlijk Schalke zijn club was droegen bij aan de stroeve start. Uiteindelijk vond hij zijn draai en werd een dragende speler in Bremen.

### Real Madrid
Özil maakte op 17 augustus 2010 de overstap van Werder Bremen, waar hij nog een contract had voor een jaar, naar Real Madrid tegen een transfersom van 15 miljoen euro. In Madrid waar hij zich als echte teamspeler presenteerde maakte hij zich snel populair. Van alle spelers gaf hij de meeste assists.

### Arsenal
Op 2 september 2013 werd bekend dat Özil een contract had getekend bij Arsenal. Hij vond dat hij geen vertrouwen kreeg van trainer Carlo Ancelotti na de komst van Gareth Bale. Zijn debuut maakte hij op 14 september 2013 in de met 3-1 gewonnen wedstrijd tegen Sunderland. Het eerste doelpunt voor Arsenal maakte hij op 1 oktober 2013 in de Champions League-wedstrijd tegen SSC Napoli. Met Arsenal won hij de FA Cup in 2014 en 2015 en de FA Community Shield ook in 2014 en 2015. Özil gaf in het seizoen 2015/2016 negentien assists aan teamgenoten en werd daarmee gekroond tot assistkoning van de Premier League. In de UEFA Champions League-wedstrijd thuis tegen PFK Ludogorets maakte Özil voor het eerst een hattrick in een officiële wedstrijd.
In 2020 raakte de relatie tussen Özil en zijn club ernstig verstoord. De club schreef hem voor seizoen 2020/21 niet in voor de Premier League en de Europa League, waardoor Özil niet meer voor Arsenal kon spelen. Dit gebeurde na een opeenstapeling van incidenten, waarin zijn politieke activisme mede een rol speelde.

### Fenerbahçe
Op 17 januari 2021 ging hij op een vrije transfer naar Fenerbahçe. Hij kreeg nummer 67, verwijzend naar het kentekennummer van Zonguldak, waar Özils roots liggen. Na de zomer kreeg hij nummer 10 en werd als aanvoerder gekozen. Hij scoorde onder andere in de stadsderby tegen Galatasaray. Op 24 maart 2022 werd hij plots samen met teamgenoot Ozan Tufan uit de selectie gezet. Enkele maanden later kwamen beide partijen overeen uit elkaar te gaan.

### Istanbul Başakşehir
Op 13 juli 2022 werd zijn contract bij Fenerbahçe ontbonden. Op dezelfde dag werd zijn komst bij stadsgenoot Istanbul Başakşehir bekendgemaakt. Op 22 maart 2023 maakte hij bekend dat hij op 34-jarige leeftijd direct te stoppen met voetballen.

## Clubstatistieken
| Seizoen     | Club          | Competitie       | Competitie | Competitie | Competitie | Beker | Beker | Beker | Europa | Europa | Europa | Totaal | Totaal | Totaal |
| Seizoen     | Club          | Competitie       | Wed.       | Dlp.       | Ass.       | Wed.  | Dlp.  | Ass.  | Wed.   | Dlp.   | Ass.   | Wed.   | Dlp.   | Ass.   |
| ----------- | ------------- | ---------------- | ---------- | ---------- | ---------- | ----- | ----- | ----- | ------ | ------ | ------ | ------ | ------ | ------ |
| 2006/07     | FC Schalke 04 | Bundesliga       | 19         | 0          | 1          | 3     | 0     | 0     | 1      | 0      | 0      | 23     | 0      | 1      |
| 2007/08     | FC Schalke 04 | Bundesliga       | 11         | 0          | 4          | 1     | 1     | 0     | 4      | 0      | 0      | 16     | 1      | 4      |
| Club Totaal | Club Totaal   | Club Totaal      | 30         | 0          | 5          | 4     | 1     | 0     | 5      | 0      | 0      | 39     | 1      | 5      |
| 2007/08     | Werder Bremen | Bundesliga       | 12         | 1          | 1          | 0     | 0     | 0     | 2      | 0      | 0      | 14     | 1      | 1      |
| 2008/09     | Werder Bremen | Bundesliga       | 28         | 3          | 15         | 5     | 2     | 1     | 14     | 0      | 7      | 47     | 5      | 23     |
| 2009/10     | Werder Bremen | Bundesliga       | 31         | 9          | 16         | 5     | 0     | 2     | 10     | 1      | 11     | 46     | 10     | 29     |
| 2010/11     | Werder Bremen | Bundesliga       | 0          | 0          | 0          | 1     | 0     | 1     | 0      | 0      | 0      | 1      | 0      | 1      |
| Club Totaal | Club Totaal   | Club Totaal      | 71         | 13         | 32         | 11    | 2     | 4     | 26     | 1      | 18     | 108    | 16     | 54     |
| 2010/11     | Real Madrid   | Primera División | 36         | 6          | 19         | 6     | 3     | 2     | 11     | 1      | 7      | 53     | 10     | 28     |
| 2011/12     | Real Madrid   | Primera División | 35         | 4          | 19         | 7     | 1     | 4     | 10     | 2      | 5      | 52     | 7      | 28     |
| 2012/13     | Real Madrid   | Primera División | 32         | 9          | 16         | 10    | 0     | 4     | 10     | 1      | 4      | 52     | 10     | 24     |
| 2013/14     | Real Madrid   | Primera División | 2          | 0          | 0          | 0     | 0     | 0     | 0      | 0      | 0      | 2      | 0      | 0      |
| Club Totaal | Club Totaal   | Club Totaal      | 105        | 19         | 54         | 23    | 4     | 10    | 31     | 4      | 16     | 159    | 27     | 80     |
| 2013/14     | Arsenal       | Premier League   | 26         | 5          | 10         | 6     | 1     | 2     | 8      | 1      | 2      | 40     | 7      | 14     |
| 2014/15     | Arsenal       | Premier League   | 22         | 4          | 6          | 5     | 1     | 2     | 5      | 0      | 1      | 32     | 5      | 9      |
| 2015/16     | Arsenal       | Premier League   | 35         | 6          | 19         | 2     | 0     | 1     | 8      | 2      | 0      | 45     | 8      | 20     |
| 2016/17     | Arsenal       | Premier League   | 33         | 8          | 10         | 3     | 0     | 1     | 8      | 4      | 3      | 44     | 12     | 14     |
| 2017/18     | Arsenal       | Premier League   | 26         | 4          | 9          | 2     | 0     | 0     | 7      | 1      | 5      | 35     | 5      | 14     |
| 2018/19     | Arsenal       | Premier League   | 24         | 5          | 2          | 1     | 0     | 0     | 10     | 1      | 1      | 35     | 6      | 3      |
| 2019/20     | Arsenal       | Premier League   | 18         | 1          | 2          | 3     | 0     | 1     | 2      | 0      | 0      | 23     | 1      | 3      |
| Club Totaal | Club Totaal   | Club Totaal      | 184        | 33         | 58         | 22    | 2     | 7     | 48     | 9      | 12     | 254    | 44     | 77     |
| 2020/21     | Fenerbahçe    | Süper Lig        | 10         | 0          | 1          | 1     | 0     | 0     | —      | —      | —      | 11     | 0      | 1      |
| 2021/22     | Fenerbahçe    | Süper Lig        | 19         | 7          | 2          | 0     | 0     | 0     | 4      | 1      | 0      | 23     | 8      | 2      |
| 2022/23     | Başakşehir    | Süper Lig        | 4          | 0          | 0          | 1     | 0     | 0     | 2      | 0      | 0      | 7      | 0      | 0      |
| Club Totaal | Club Totaal   | Club Totaal      | 33         | 7          | 3          | 2     | 0     | 0     | 6      | 1      | 0      | 41     | 8      | 3      |
| TOTAAL      | TOTAAL        | TOTAAL           | 423        | 72         | 152        | 62    | 9     | 21    | 116    | 15     | 46     | 601    | 96     | 219    |

Bijgewerkt tot en met 22 februari 2022.

## Interlandcarrière
Omdat Özil de Duitse en Turkse nationaliteit heeft, had hij ook de mogelijkheid voor Turkije uit te komen. Hij koos echter voor Duitsland. Op 11 februari 2009 speelde hij voor het eerst voor Duitsland in de vriendschappelijke wedstrijd tegen Noorwegen. Zijn eerste interlanddoelpunt scoorde hij bij zijn derde interland op 5 september 2009 in de vriendschappelijke wedstrijd tegen Zuid-Afrika.
In 2010 werd Özil opgenomen in de WK-selectie voor het WK in Zuid-Afrika. Hij kende een goed WK in Zuid-Afrika. Özil was een belangrijke schakel op het middenveld met Sami Khedira en Bastian Schweinsteiger en werd derde met het Duits elftal. Vier jaar later tijdens het WK 2014 in Brazilië werd Özil wereldkampioen met Duitsland. Hij speelde elke wedstrijd mee en scoorde één maal. Met het Duits elftal nam hij in 2016 deel aan het Europees kampioenschap in Frankrijk. Duitsland werd in de halve finale uitgeschakeld door Frankrijk (0–2), na in de eerdere twee knock-outwedstrijden Slowakije (3–0) en Italië (1–1, 6–5 na strafschoppen) te hebben verslagen.
Özil maakte deel uit van de Duitse selectie bij het WK voetbal 2018 in Rusland. Hij maakte deel uit van de basiself in de eerste groepswedstrijd tegen Mexico die met 0-1 werd verloren. Na de nederlaag werden door bondscoach Joachim Löw in de opstelling vier wijzigingen doorgevoerd voor de wedstrijd tegen Zweden (2-1). Özil was een van de slachtoffers samen met Sami Khedira. In de nasleep van de vroege WK-uitschakeling brak in Duitsland de zondebokdiscussie los waarbij Özil mikpunt werd, nadat hij samen met collega Ilkay Gündogan in de aanloop naar het toernooi op de foto stond met de Turkse president Recep Tayyip Erdoğan. Het fotomoment kwam de twee spelers van Turkse komaf op felle kritiek en fluitconcerten van Duitse fans te staan. Daarop volgde een gesprek met bondscoach Löw en DFB-president Reinhard Grindel en zelfs met bondspresident Frank-Walter Steinmeier. Özil en Gündogan verzekerden beiden geen politiek signaal af te hebben willen geven. Op 22 juli 2018 liet Özil weten te stoppen als international.
| Interlands van Mesut Özil voor Duitsland | Interlands van Mesut Özil voor Duitsland | Interlands van Mesut Özil voor Duitsland | Interlands van Mesut Özil voor Duitsland | Interlands van Mesut Özil voor Duitsland | Interlands van Mesut Özil voor Duitsland |
| №                                        | Datum                                    | Wedstrijd                                | Uitslag                                  | Soort wedstrijd                          | Doelpunten                               |
| Als speler bij Werder Bremen             | Als speler bij Werder Bremen             | Als speler bij Werder Bremen             | Als speler bij Werder Bremen             | Als speler bij Werder Bremen             | Als speler bij Werder Bremen             |
| ---------------------------------------- | ---------------------------------------- | ---------------------------------------- | ---------------------------------------- | ---------------------------------------- | ---------------------------------------- |
| 1.                                       | 11 februari 2009                         | Duitsland – Noorwegen                    | 0 – 1                                    | Vriendschappelijk                        |                                          |
| 2.                                       | 12 augustus 2009                         | Azerbeidzjan – Duitsland                 | 0 – 2                                    | Kwalificatie EK 2008                     |                                          |
| 3.                                       | 5 september 2009                         | Duitsland – Zuid-Afrika                  | 2 – 0                                    | Vriendschappelijk                        | 77'                                      |
| 4.                                       | 9 september 2009                         | Duitsland – Azerbeidzjan                 | 4 – 0                                    | Kwalificatie EK 2008                     |                                          |
| 5.                                       | 10 oktober 2009                          | Rusland – Duitsland                      | 0 – 1                                    | Kwalificatie EK 2008                     |                                          |
| 6.                                       | 14 oktober 2009                          | Duitsland – Finland                      | 1 – 1                                    | Kwalificatie EK 2008                     |                                          |
| 7.                                       | 18 november 2009                         | Duitsland – Ivoorkust                    | 2 – 2                                    | Vriendschappelijk                        |                                          |
| 8.                                       | 3 maart 2010                             | Duitsland – Argentinië                   | 0 – 1                                    | Vriendschappelijk                        |                                          |
| 9.                                       | 29 mei 2010                              | Hongarije – Duitsland                    | 0 – 3                                    | Vriendschappelijk                        |                                          |
| 10.                                      | 3 juni 2010                              | Duitsland – Bosnië en Herzegovina        | 3 – 1                                    | Vriendschappelijk                        |                                          |
| 11.                                      | 13 juni 2010                             | Duitsland – Australië                    | 4 – 0                                    | WK 2010                                  |                                          |
| 12.                                      | 18 juni 2010                             | Duitsland – Servië                       | 0 – 1                                    | WK 2010                                  |                                          |
| 13.                                      | 23 juni 2010                             | Ghana – Duitsland                        | 0 – 1                                    | WK 2010                                  | 60'                                      |
| 14.                                      | 27 juni 2010                             | Duitsland – Engeland                     | 4 – 1                                    | WK 2010                                  |                                          |
| 15.                                      | 3 juli 2010                              | Argentinië – Duitsland                   | 0 – 4                                    | WK 2010                                  |                                          |
| 16.                                      | 7 juli 2010                              | Duitsland – Spanje                       | 0 – 1                                    | WK 2010                                  |                                          |
| 17.                                      | 10 juli 2010                             | Uruguay – Duitsland                      | 2 – 3                                    | WK 2010                                  |                                          |
| Als speler bij Real Madrid               |                                          |                                          |                                          |                                          |                                          |
| 18.                                      | 3 september 2010                         | België – Duitsland                       | 0 – 1                                    | Kwalificatie EK 2012                     |                                          |
| 19.                                      | 7 september 2010                         | Duitsland – Azerbeidzjan                 | 6 – 1                                    | Kwalificatie EK 2012                     |                                          |
| 20.                                      | 8 oktober 2010                           | Duitsland – Turkije                      | 3 – 0                                    | Kwalificatie EK 2012                     | 79'                                      |
| 21.                                      | 12 oktober 2010                          | Kazachstan – Duitsland                   | 0 – 3                                    | Kwalificatie EK 2012                     |                                          |
| 22.                                      | 9 februari 2011                          | Duitsland – Italië                       | 1 – 1                                    | Vriendschappelijk                        |                                          |
| 23.                                      | 26 maart 2011                            | Duitsland – Kazachstan                   | 4 – 0                                    | Kwalificatie EK 2012                     |                                          |
| 24.                                      | 29 mei 2011                              | Duitsland – Uruguay                      | 2 – 1                                    | Vriendschappelijk                        |                                          |
| 25.                                      | 3 juni 2011                              | Oostenrijk – Duitsland                   | 1 – 2                                    | Kwalificatie EK 2012                     |                                          |
| 26.                                      | 7 juni 2011                              | Azerbeidzjan – Duitsland                 | 1 – 3                                    | Kwalificatie EK 2012                     | 29'                                      |
| 27.                                      | 2 september 2011                         | Duitsland – Oostenrijk                   | 6 – 2                                    | Kwalificatie EK 2012                     | 23' 47'                                  |
| 28.                                      | 11 oktober 2011                          | Duitsland – België                       | 3 – 1                                    | Kwalificatie EK 2012                     | 30'                                      |
| 29.                                      | 11 november 2011                         | Oekraïne – Duitsland                     | 3 – 3                                    | Vriendschappelijk                        |                                          |
| 30.                                      | 15 november 2011                         | Duitsland – Nederland                    | 3 – 0                                    | Vriendschappelijk                        | 66'                                      |
| 31.                                      | 29 februari 2012                         | Duitsland – Frankrijk                    | 1 – 2                                    | Vriendschappelijk                        |                                          |
| 32.                                      | 26 mei 2012                              | Zwitserland – Duitsland                  | 5 – 3                                    | Vriendschappelijk                        |                                          |
| 33.                                      | 31 mei 2012                              | Duitsland – Israël                       | 2 – 0                                    | Vriendschappelijk                        |                                          |
| 34.                                      | 9 juni 2012                              | Duitsland – Portugal                     | 1 – 0                                    | EK 2012                                  |                                          |
| 35.                                      | 13 juni 2012                             | Duitsland – Nederland                    | 2 – 1                                    | EK 2012                                  |                                          |
| 36.                                      | 17 juni 2012                             | Denemarken – Duitsland                   | 1 – 2                                    | EK 2012                                  |                                          |
| 37.                                      | 22 juni 2012                             | Duitsland – Griekenland                  | 4 – 2                                    | EK 2012                                  |                                          |
| 38.                                      | 28 juni 2012                             | Duitsland – Italië                       | 1 – 2                                    | EK 2012                                  | 90+2' (pen.)                             |
| 39.                                      | 15 augustus 2012                         | Duitsland – Argentinië                   | 1 – 3                                    | Vriendschappelijk                        |                                          |
| 40.                                      | 7 september 2012                         | Duitsland – Faeröer                      | 3 – 0                                    | Kwalificatie WK 2014                     | 54' 71'                                  |
| 41.                                      | 11 september 2012                        | Oostenrijk – Duitsland                   | 1 – 2                                    | Kwalificatie WK 2014                     | 52' (pen.)                               |
| 42.                                      | 12 oktober 2012                          | Ierland – Duitsland                      | 1 – 6                                    | Kwalificatie WK 2014                     | 54'                                      |
| 43.                                      | 16 oktober 2012                          | Duitsland – Zweden                       | 4 – 4                                    | Kwalificatie WK 2014                     | 56'                                      |
| 44.                                      | 6 februari 2013                          | Frankrijk – Duitsland                    | 1 – 2                                    | Vriendschappelijk                        |                                          |
| 45.                                      | 22 maart 2013                            | Kazachstan – Duitsland                   | 0 – 3                                    | Kwalificatie WK 2014                     |                                          |
| 46.                                      | 26 maart 2013                            | Duitsland – Kazachstan                   | 4 – 1                                    | Kwalificatie WK 2014                     |                                          |
| 47.                                      | 14 augustus 2013                         | Duitsland – Paraguay                     | 3 – 3                                    | Vriendschappelijk                        |                                          |
| Als speler bij Arsenal FC                |                                          |                                          |                                          |                                          |                                          |
| 48.                                      | 6 september 2013                         | Duitsland – Oostenrijk                   | 3 – 0                                    | Kwalificatie WK 2014                     |                                          |
| 49.                                      | 10 september 2013                        | Faeröer – Duitsland                      | 0 – 3                                    | Kwalificatie WK 2014                     | 74' (pen.)                               |
| 50.                                      | 11 oktober 2013                          | Duitsland – Ierland                      | 3 – 0                                    | Kwalificatie WK 2014                     | 90+1'                                    |
| 51.                                      | 15 oktober 2013                          | Zweden – Duitsland                       | 3 – 5                                    | Kwalificatie WK 2014                     | 45'                                      |
| 52.                                      | 15 november 2013                         | Italië – Duitsland                       | 1 – 1                                    | Vriendschappelijk                        |                                          |
| 53.                                      | 5 maart 2014                             | Duitsland – Chili                        | 1 – 0                                    | Vriendschappelijk                        |                                          |
| 54.                                      | 1 juni 2014                              | Duitsland – Kameroen                     | 2 – 2                                    | Vriendschappelijk                        |                                          |
| 55.                                      | 6 juni 2014                              | Duitsland – Armenië                      | 6 – 1                                    | Vriendschappelijk                        |                                          |
| 56.                                      | 16 juni 2014                             | Duitsland – Portugal                     | 4 – 0                                    | WK 2014                                  |                                          |
| 57.                                      | 21 juni 2014                             | Duitsland – Ghana                        | 2 – 2                                    | WK 2014                                  |                                          |
| 58.                                      | 26 juni 2014                             | Verenigde Staten – Duitsland             | 0 – 1                                    | WK 2014                                  |                                          |
| 59.                                      | 30 juni 2014                             | Duitsland – Algerije                     | 2 – 1                                    | WK 2014                                  | 119'                                     |
| 60.                                      | 4 juli 2014                              | Frankrijk – Duitsland                    | 0 – 1                                    | WK 2014                                  |                                          |
| 61.                                      | 8 juli 2014                              | Brazilië – Duitsland                     | 1 – 7                                    | WK 2014                                  |                                          |
| 62.                                      | 13 juli 2014                             | Duitsland – Argentinië                   | 1 – 0 n.v.                               | WK 2014                                  |                                          |
| 63.                                      | 25 maart 2015                            | Duitsland – Australië                    | 2 – 2                                    | Vriendschappelijk                        |                                          |
| 64.                                      | 29 maart 2015                            | Georgië – Duitsland                      | 0 – 2                                    | Kwalificatie EK 2016                     |                                          |
| 65.                                      | 10 juni 2015                             | Duitsland – Verenigde Staten             | 1 – 2                                    | Vriendschappelijk                        |                                          |
| 66.                                      | 13 juni 2015                             | Gibraltar – Duitsland                    | 0 – 7                                    | Kwalificatie EK 2016                     |                                          |
| 67.                                      | 4 september 2015                         | Duitsland – Polen                        | 3 – 1                                    | Kwalificatie EK 2016                     |                                          |
| 68.                                      | 7 september 2015                         | Schotland – Duitsland                    | 2 – 3                                    | Kwalificatie EK 2016                     |                                          |
| 69.                                      | 8 oktober 2015                           | Ierland – Duitsland                      | 1 – 0                                    | Kwalificatie EK 2016                     |                                          |
| 70.                                      | 11 oktober 2015                          | Duitsland – Georgië                      | 2 – 1                                    | Kwalificatie EK 2016                     |                                          |
| 71.                                      | 26 maart 2016                            | Duitsland – Engeland                     | 2 – 3                                    | Vriendschappelijk                        |                                          |
| 72.                                      | 29 maart 2016                            | Duitsland – Italië                       | 4 – 1                                    | Vriendschappelijk                        | 75'                                      |
| 73.                                      | 4 juni 2016                              | Duitsland – Hongarije                    | 2 – 0                                    | Vriendschappelijk                        |                                          |
| 74.                                      | 12 juni 2016                             | Duitsland – Oekraïne                     | 2 – 0                                    | EK 2016                                  |                                          |
| 75.                                      | 16 juni 2016                             | Duitsland – Polen                        | 0 – 0                                    | EK 2016                                  |                                          |
| 76.                                      | 21 juni 2016                             | Noord-Ierland – Duitsland                | 0 – 1                                    | EK 2016                                  |                                          |
| 77.                                      | 26 juni 2016                             | Duitsland – Slowakije                    | 3 – 0                                    | EK 2016                                  |                                          |
| 78.                                      | 2 juli 2016                              | Duitsland – Italië                       | 1 – 1 (6 – 5 n.s.)                       | EK 2016                                  | 65'                                      |
| 79.                                      | 7 juli 2016                              | Duitsland – Frankrijk                    | 0 – 2                                    | EK 2016                                  |                                          |
| 80.                                      | 31 augustus 2016                         | Duitsland - Finland                      | 2 – 0                                    | Vriendschappelijk                        | 77'                                      |
| 81.                                      | 4 september 2016                         | Noorwegen - Duitsland                    | 0 – 3                                    | Kwalificatie WK 2018                     |                                          |
| 82.                                      | 8 oktober 2016                           | Duitsland - Tsjechië                     | 3 – 0                                    | Kwalificatie WK 2018                     |                                          |
| 83.                                      | 11 oktober 2016                          | Duitsland - Noord-Ierland                | 2 – 0                                    | Kwalificatie WK 2018                     |                                          |
| 84.                                      | 26 maart 2017                            | Azerbeidzjan - Duitsland                 | 1 -4                                     | Kwalificatie WK 2018                     |                                          |
| 85.                                      | 1 september 2017                         | Tsjechië - Duitsland                     | 1 - 2                                    | Kwalificatie WK 2018                     |                                          |
| 86.                                      | 4 september 2017                         | Duitsland - Noorwegen                    | 6 - 0                                    | Kwalificatie WK 2018                     | 10'                                      |
| 87.                                      | 10 november 2017                         | Engeland - Duitsland                     | 0 - 0                                    | Vriendschappelijk                        |                                          |
| 88.                                      | 14 november 2017                         | Duitsland - Frankrijk                    | 2 - 2                                    | Vriendschappelijk                        |                                          |
| 89.                                      | 23 maart 2018                            | Duitsland - Spanje                       | 1 - 1                                    | Vriendschappelijk                        |                                          |
| 90.                                      | 2 juni 2018                              | Oostenrijk - Duitsland                   | 2 - 1                                    | Vriendschappelijk                        | 11'                                      |
| 91.                                      | 17 juni 2018                             | Duitsland - Mexico                       | 0 - 1                                    | WK 2018                                  |                                          |
| 92.                                      | 27 juni 2018                             | Zuid-Korea - Duitsland                   | 2 - 0                                    | WK 2018                                  |                                          |

Bijgewerkt op 15 september 2018.

## Erelijst
| Competitie          |               |                                    |               |               |
| Competitie          | Aantal        | Jaren                              |               |               |
| Werder Bremen       | Werder Bremen | Werder Bremen                      | Werder Bremen | Werder Bremen |
| ------------------- | ------------- | ---------------------------------- | ------------- | ------------- |
| DFB-Pokal           | 1x            | 2008/09                            |               |               |
| Real Madrid         |               |                                    |               |               |
| Primera División    | 1x            | 2011/12                            |               |               |
| Copa del Rey        | 1x            | 2010/11                            |               |               |
| Supercopa de España | 1x            | 2012                               |               |               |
| Arsenal             |               |                                    |               |               |
| FA Cup              | 4x            | 2013/14, 2014/15, 2016/17, 2019/20 |               |               |
| FA Community Shield | 4x            | 2014, 2015, 2017, 2020             |               |               |
| Duitsland           |               |                                    |               |               |
| FIFA WK             | 1x            | 2014                               |               |               |
| Duitsland –21       |               |                                    |               |               |
| UEFA EK onder 21    | 1x            | 2009                               |               |               |

## Politiek
Özil is een aanhanger van de Turkse politicus Recep Tayyip Erdogan en zijn partij AKP. Op 23 februari 2025 werd hij op een AKP-congres in Ankara verkozen tot lid van de centrale besluitvormingsraad van die partij.

## Privéleven
In 2010 kreeg Özil de Bambi Award voor het zijn van het goede voorbeeld van een succesvolle integratie in de Duitse samenleving. Özil is een gelovig moslim, voordat de wedstrijd begint, wordt er door hem gebeden. "Dat doe ik altijd en mijn teamgenoten weten dat ze dan niet met me moeten praten." Voor wat betreft de Ramadan heeft hij gezegd dat hij die niet strikt kan volgen, maar alleen als hij niet hoeft te trainen of te voetballen. Eten en drinken is nodig om in topconditie te blijven. In 2013 kreeg hij een relatie met de Duits-Italiaanse zangeres Mandy Capristo, voorheen had hij een relatie met Anna Maria Lagerblom. In juni 2019 trouwde Özil met voormalig Miss Turkije Amine Gülşe.
Özil heeft een eigen foundation die onder andere kinderen in Brazilië steunt. Hij deed dit een jaar na de wereldbeker daar veroverd te hebben.